# Кокораштиј-Мисли (Прахова)
Кокораштиј-Мисли (рум. Cocorăştii-Misli) насеље је у Румунији у округу Прахова у општини Кокораштиј Мислиј. Oпштина се налази на надморској висини од 263 m.

## Становништво
Према подацима из 2011. године у насељу је живело 3416 становника.